# Saint-Joseph-de-Rivière
Saint-Joseph-de-Rivière è un comune francese di 1 134 abitanti situato nel dipartimento dell'Isère della regione dell'Alvernia-Rodano-Alpi.

## Società

### Evoluzione demografica
Abitanti censiti